# Chetone studyi
Chetone studyi är en fjärilsart som beskrevs av Erich Martin Hering 1925. Chetone studyi ingår i släktet Chetone och familjen björnspinnare. Inga underarter finns listade i Catalogue of Life.